# Subprefectura de São Mateus
La subprefectura de São Mateus es una de las 32 subprefecturas de la ciudad de São Paulo, siendo regida por la Ley Nº 13,999 del 1 de agosto del 2002.
Está conformada por tres distritos: São Mateus, São Rafael e Iguatemi que sumados representan un área de 45.8 kilómetros cuadrados y una población de 422,200 habitantes.